# Podmořská sopka

Znázornění podmořské sopky:
1. oblak vodní páry
2. voda
3. podloží dna
4. lávový proud
5. sopouch
6. magmatický krb
7. žíla
8. polštářová láva

Podmořská sopka je sopka (stratovulkán, štítová sopka) nacházející se celou výškou pod hladinou moře nebo oceánu. Jedná se tedy o místo či prasklinu, kudy se z nitra Země dostává magma na povrch. Až na výjimky (tzv. horké skvrny) většina podmořských vulkánů leží na rozhraní tektonických desek (středooceánské hřbety, subdukce). Odhaduje se, že středooceánské hřbety jsou zodpovědné za 75 % všeho magmatu, které se dostane na zemský povrch. Ačkoli se podmořské sopky soustředí zpravidla v hlubokých vodách, některé mají vrchol velice těsně pod hladinou, takže mohou během erupce vyvrhovat sopečný popel do atmosféry.
Celkový počet podmořských vulkánů (včetně zaniklých) se odhaduje na 1 milion, z toho 75 tisíc tvoří ty, které mořské dno převyšují alespoň o 1 km. V jejich blízkosti se taktéž soustředí hydrotermální průduchy, místa úniku sopečných plynů či přehřáté vody bohaté na minerály, jež jsou domovem rozvinutého ekosystému zcela závislého na síře.

## Výzkum
Současné znalosti podmořských sopek stále trpí určitým nedostatkem informací ohledně jejich umístění a činnosti. V 21. století započal díky financím NOAA výzkum podmořských sopek u Severních Marian v Tichém oceánu. Vědci pomocí dálkově ovládaných ponorek studovali erupce, jezírka roztavené síry, černé kuřáky a dokonce i mořský život přizpůsobený tomuto hlubokému a horkému prostředí. Jiný výzkum u pobřeží Havaje naznačil, že by se málo viskózní lávové proudy (typ pahoehoe) mohly vyskytovat také pod vodou.

## Podmořské hory
Mnoho podmořských hor jsou de facto vyhaslými podmořskými sopkami, tyčící se až 4 km nad mořským dnem. Aby je oceánografové mohli identifikovat jako nezávislé útvary, musí ho převyšovat alespoň o 1 km. Vrcholy těchto hor mohou někdy dosahovat až těsně k mořské hladině, zpravidla však jsou stovky až tisíce metrů pod ní. Dle odhadů ve světovém oceánu existuje asi 30 tisíc podmořských hor, přičemž jen několik z nich bylo studováno.

## Erupce

### Vliv vody

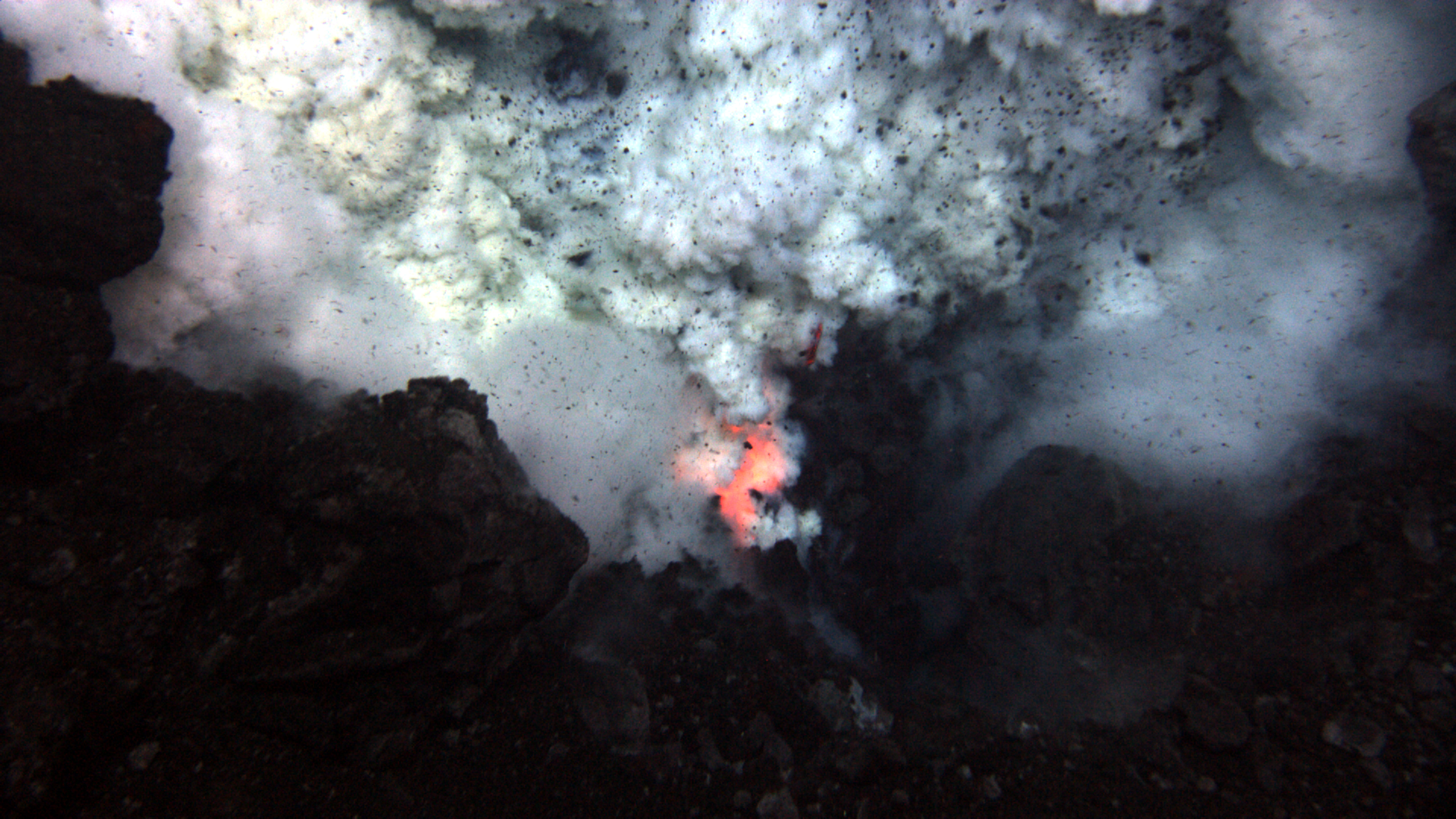
Explozivní erupce ve hloubce 1100 metrů (West Mata, Samojské ostrovy)

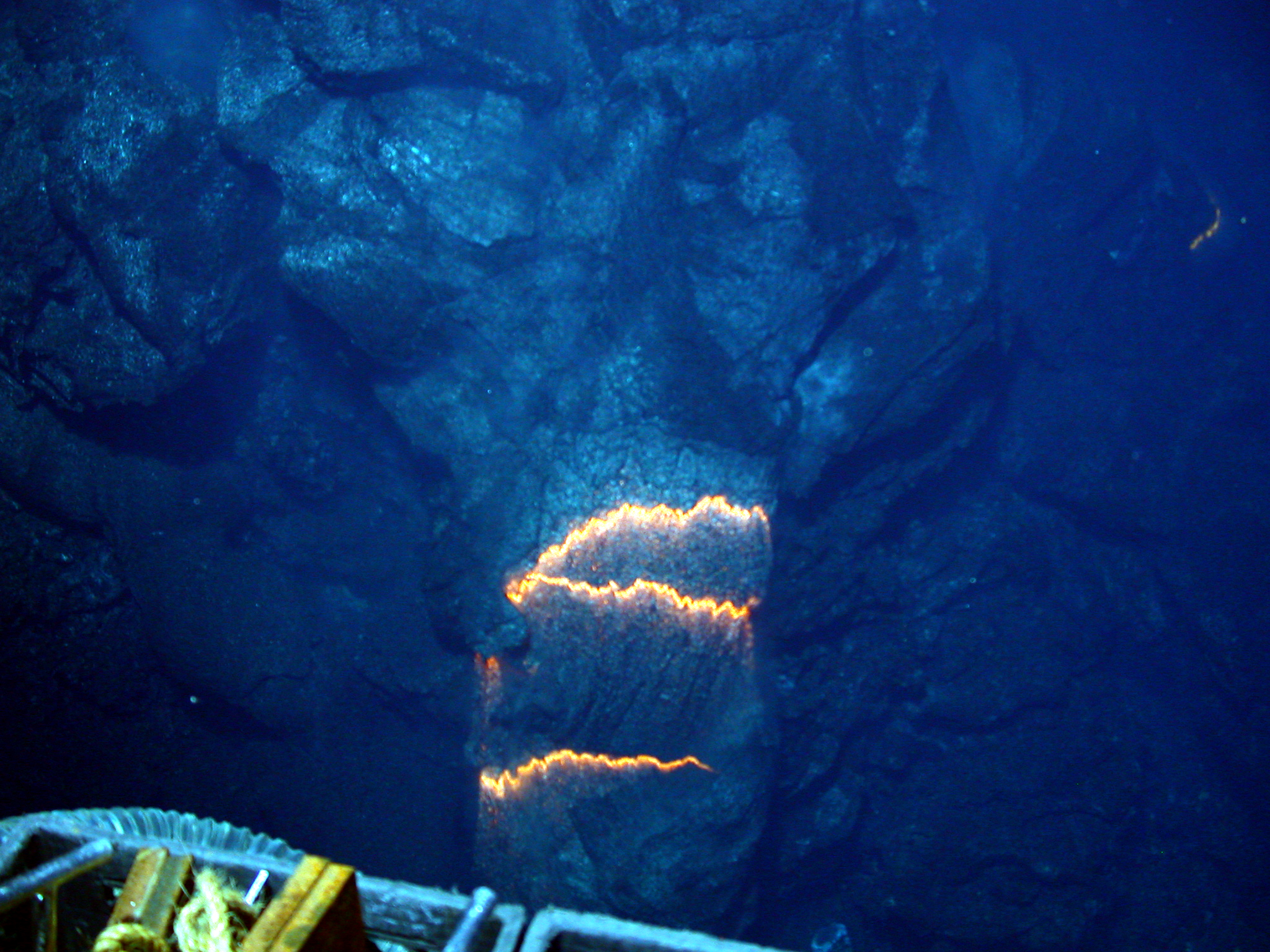
Efuzivní erupce, West Mata

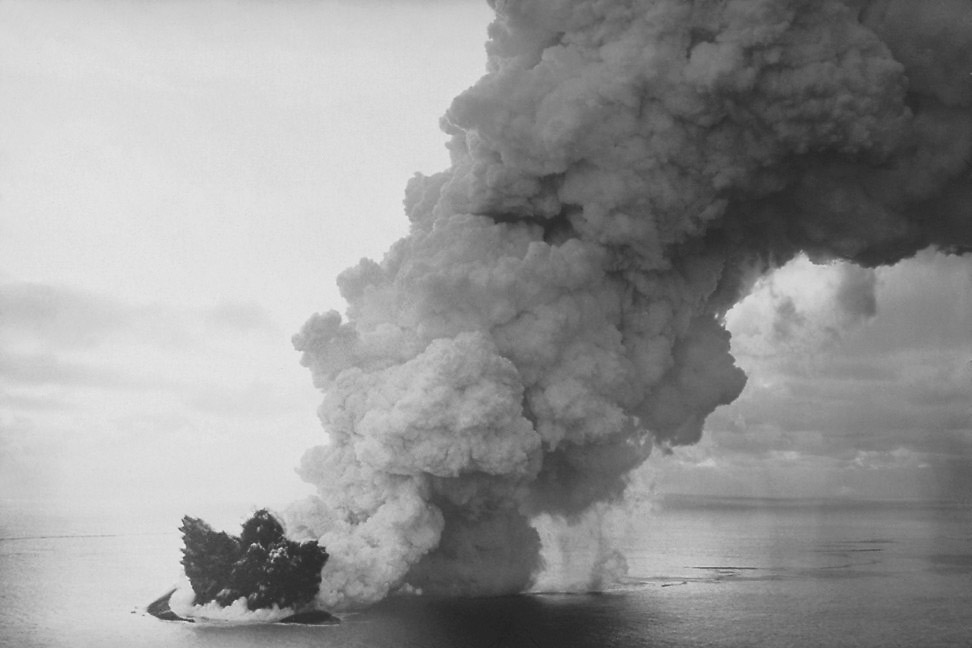
Erupce surtseyského typu, které daly vzniknout stejnojmennému ostrovu

Voda během podvodní erupce způsobuje, že magma chladne a tuhne mnohem rychleji, než by tomu bylo na souši. Výsledné produkty láv suchozemských a podvodních sopek se kvůli tomu liší, zejména v tvaru a textuře. U výlevných erupcí se kolem lávy při kontaktu s vodou vytvoří pevná kůra. Do ní ihned začne proudit další láva, která vytvoří tzv. polštářovou lávu. Jiným produktem je například vulkanické sklo.

### Hluboké erupce
Sopečná činnost ve větších hloubkách může probíhat několika způsoby. Závisejí na několika proměnných: viskozita magmatu, hloubka, rychlost výtoku a obsahu plynů. Značný vliv má hloubka a tedy působení hydrostatického tlaku vodního sloupce. Ten částečně zmírňuje explozivní erupce a magma má větší tendenci se na povrch dostávat efuzivní (výlevnou) erupcí. Ovšem je-li v něm dostatečný tlak, explozivní erupce přece jen nastanou. Potvrzují to nálezy Pelého vlasů nebo vulkanických struktur zhroucených do kalder. V subdukčních zónách jsou tyto bouřlivější projevy častější než u středooceánských hřbetů.
U bazaltových láv je výbušná aktivita potlačena již v hloubce 500 m. Ovšem u mnohem viskóznější ryolitové, která je schopná být až extrémně výbušná, je absolutní potlačení až v hloubce 2 300 m.

### Mělké erupce
V méně hlubokých vodách obecně platí, že výbušná aktivita je běžnější. Do procesu zde zasahuje i reakce magmatu s vodou, která není dostatečně tlumená hydrostatickým tlakem. Mezi takové řadíme třeba surtseyskou erupci. Během ní také vzniká velké množství vodní páry a pemzy. Například mračno páry vytvořené za šest dní při nepřetržité erupci indonéské sopky Krakatoa v prosinci 2018 obsahovalo až 5x více vody než běžný bouřkový mrak. Vznikly tím příznivé podmínky pro extrémně intenzivní bleskovou aktivitu, soustředěnou na malou oblast kolem sopky. Za 6 dní bylo zaznamenáno přes 100 tisíc výbojů.
Dalším příkladem této hydrovulkanické erupce je i Fukutoku-Okanoba poblíž Japonska, jejíž aktivita byla pozorována téměř celé století. V jejím okolí zaznamenali mračno páry a popela, zabarvení mořské vody nebo plovoucí ostrůvky pemzy.
Roku 1650 došlo k erupci podmořské sopky Kolumbo poblíž řeckého ostrova Théra v Egejském moři. Vulkán, původně skrytý těsně pod hladinou, se krátkodobě dostal nad ni a vyvolal mnohem nebezpečnější typ pyroklastického proudu. V něm převažovala plynná složka, díky čemuž se snadněji šířil do okolí. Žhnoucí smršť, ženoucí se rychlostí přes 100 km/h, překonala bez problémů mořskou hladinu díky tenkému polštáři vodní páry a zasáhla obydlený ostrov Théra. Bylo okamžitě usmrceno 70 osob a mnoho zvířat. Když poté došlo ke zhroucení sopky do její kaldery, vlna tsunami páchala škody až ve vzdálenosti 150 km.
Mělké erupce mohou také vést k vytvoření nových ostrovů. Nejznámějším je Surtsey u jižního pobřeží Islandu, který erupcemi v letech 1963–1967 dosáhl maximální rozlohy 2,7 km². Dalším příkladem může být ostrov Anak Krakatoa v Indonésii nebo japonský Nišinošima v Tichém oceánu. Ten začal růst v roce 2013 a v současné době (2020) se zvětšuje intenzivními erupcemi. K podobnému budování ostrovů dochází poměrně často, nicméně vzhledem k malé odolnosti a značnému eroznímu účinku oceánů ostrovy bez dalších erupcí nevydrží příliš dlouho.

## Galerie

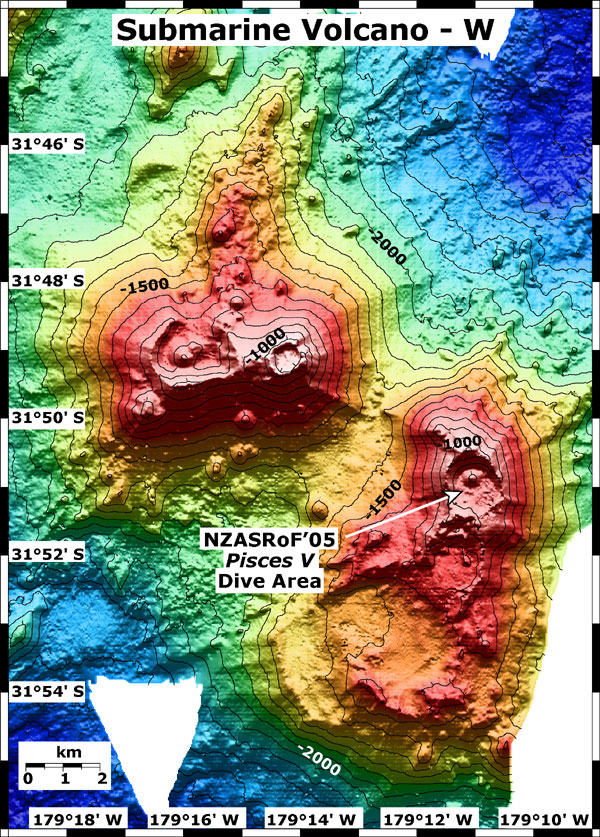
Batymetrická mapa sopečného komplexu u Kermadekových ostrovů
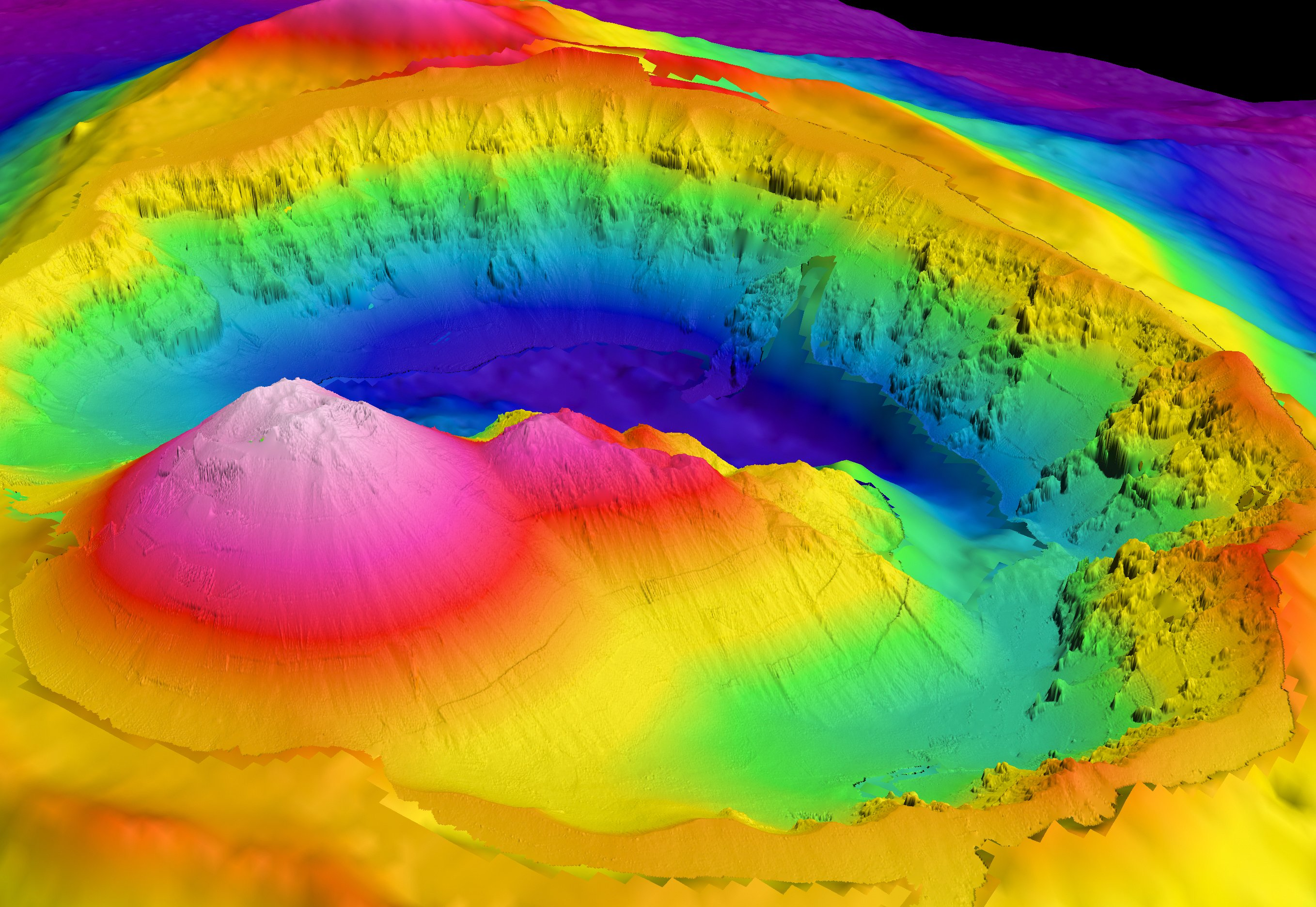
Batymetricky podbarvená 3D vizualizace podmořského vulkánu nedaleko Nového Zélandu
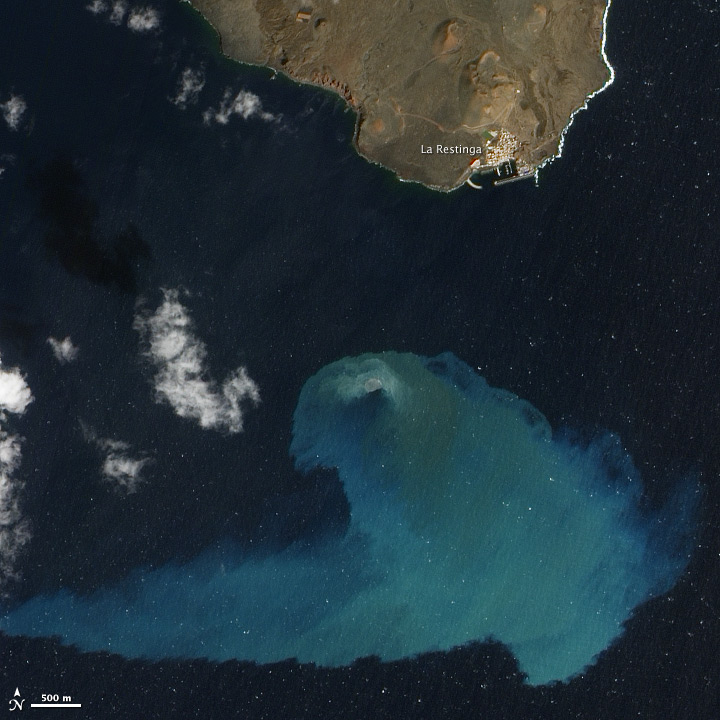
Vliv erupce 120 m hluboké sopky El Hierro (Kanárské ostrovy) na okolní vody, pořízený NASA
- Hydrotermální průduch řeckého vulkánu Kolumbo
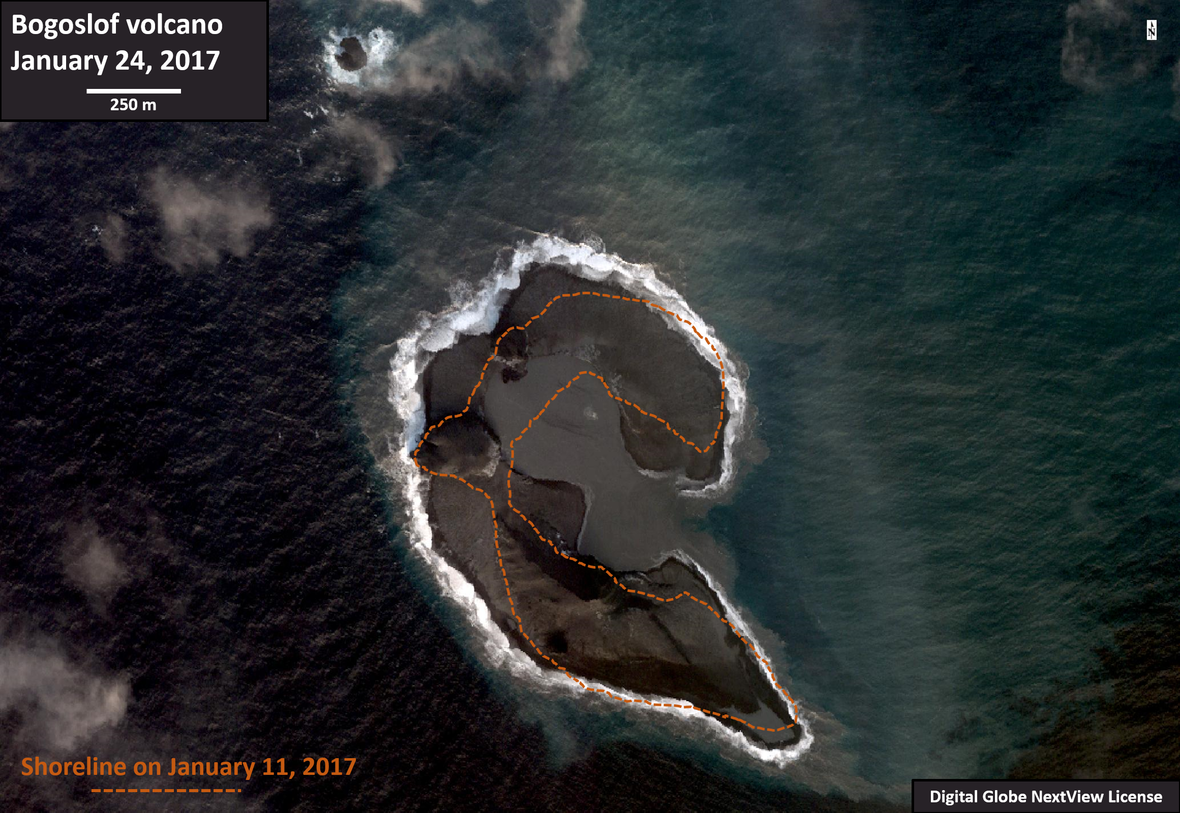
Sopečnou erupcí vzniklý ostrov, poznamenaný erozí